# Friuli Isonzo Refosco dal peduncolo rosso
Il Friuli Isonzo Refosco dal peduncolo rosso è un vino DOC la cui produzione è consentita nella provincia di Gorizia.

## Caratteristiche organolettiche
- colore: rosso con tendenza al violaceo.
- odore: vinoso, caratteristico.
- sapore: asciutto, pieno, amarognolo.

## Produzione
Provincia, stagione, volume in ettolitri
- Gorizia  (1990/91)  822,05
- Gorizia  (1991/92)  698,83
- Gorizia  (1992/93)  886,52
- Gorizia  (1993/94)  932,32
- Gorizia  (1994/95)  880,42
- Gorizia  (1995/96)  825,91
- Gorizia  (1996/97)  981,36